# عقلانیت (کتاب پینکر)
عقلانیت: چیست؟ چرا کمیاب به نظر می‌رسد؟ چرا اهمیت دارد؟ (به انگلیسی: Rationality: What It Is, Why It Seems Scarce, Why It Matters) کتابی است که در سال ۲۰۲۱ توسط دانشمند شناختی کانادایی - آمریکایی، استیون پینکر نوشته شده‌است. این کتاب در ۲۸ سپتامبر ۲۰۲۱ توسط چاپ وایکینگ پرس پنگوئن منتشر شده‌است.
او استدلال می‌کند عقلانیت یک محرک کلیدی برای پیشرفت اخلاقی و اجتماعی است و تلاش می‌کند تا تضاد آشکار بین پیشرفت علمی و افزایش سطوح اطلاعات نادرست را حل کند. پینکر چندین مفهوم زیربنایی عقلانیت از جمله در زمینه‌های منطق، نظریه احتمال، آمار و انتخاب اجتماعی را توضیح می‌دهد.

## معرفی
این کتاب در هفته منتهی به ۲ اکتبر ۲۰۲۱ در فهرست پرفروش‌ترین کتاب‌های غیرداستانی نیویورک تایمز، در رتبه نهم قرار گرفت.
- «هفتگی ناشران» در نقد ستاره‌دار خود نوشت: «او موفق می‌شود دقیق و سخت‌گیر باشد ولی به‌طور پیوسته در دسترس و سرگرم‌کننده است.»[۵]
- «بررسی‌های کرکاس» نوشت: «نویسنده می‌تواند هشیار و گیج‌کننده باشد ولی به ندرت به حدی می‌رسد که بحث‌هایش در دسترس نباشد.»[۶]